# Héberville
Héberville – miejscowość i gmina we Francji, w regionie Normandia, w departamencie Sekwana Nadmorska.
Według danych na rok 1990 gminę zamieszkiwało 115 osób, a gęstość zaludnienia wynosiła 29 osób/km² (wśród 1421 gmin Górnej Normandii Héberville plasuje się na 782. miejscu pod względem liczby ludności, natomiast pod względem powierzchni na miejscu 773.).